# Китиця (річка)
Китиця, Китиха — річка в Україні, у Звенигородському та Маньківському районах Черкаської області. Ліва притока Гірського Тікичу (басейн Південного Бугу).

## Опис
Довжина річки 12 км, похил річки — 5,3 м/км. Формується з декількох безіменних струмків та водойм. Площа басейну 37,1 км².

## Розташування
Китиця бере початок на північному заході від села Ризине. Тече переважно на південний захід і в селі Чорна Кам'янка впадає в річку Гірський Тікич, ліву притоку Тікичу.